# Pedro Llorente
Pedro Llorente (Elche, 19 ottobre 1897 – ...) è stato un allenatore di calcio spagnolo.

## Carriera
Llorente allenò il Real Madrid per un breve periodo nel 1926 assieme a Santiago Bernabéu. Nella sua effimera permanenza a Madrid non riuscì a vincere alcun titolo.